# Dinajpur

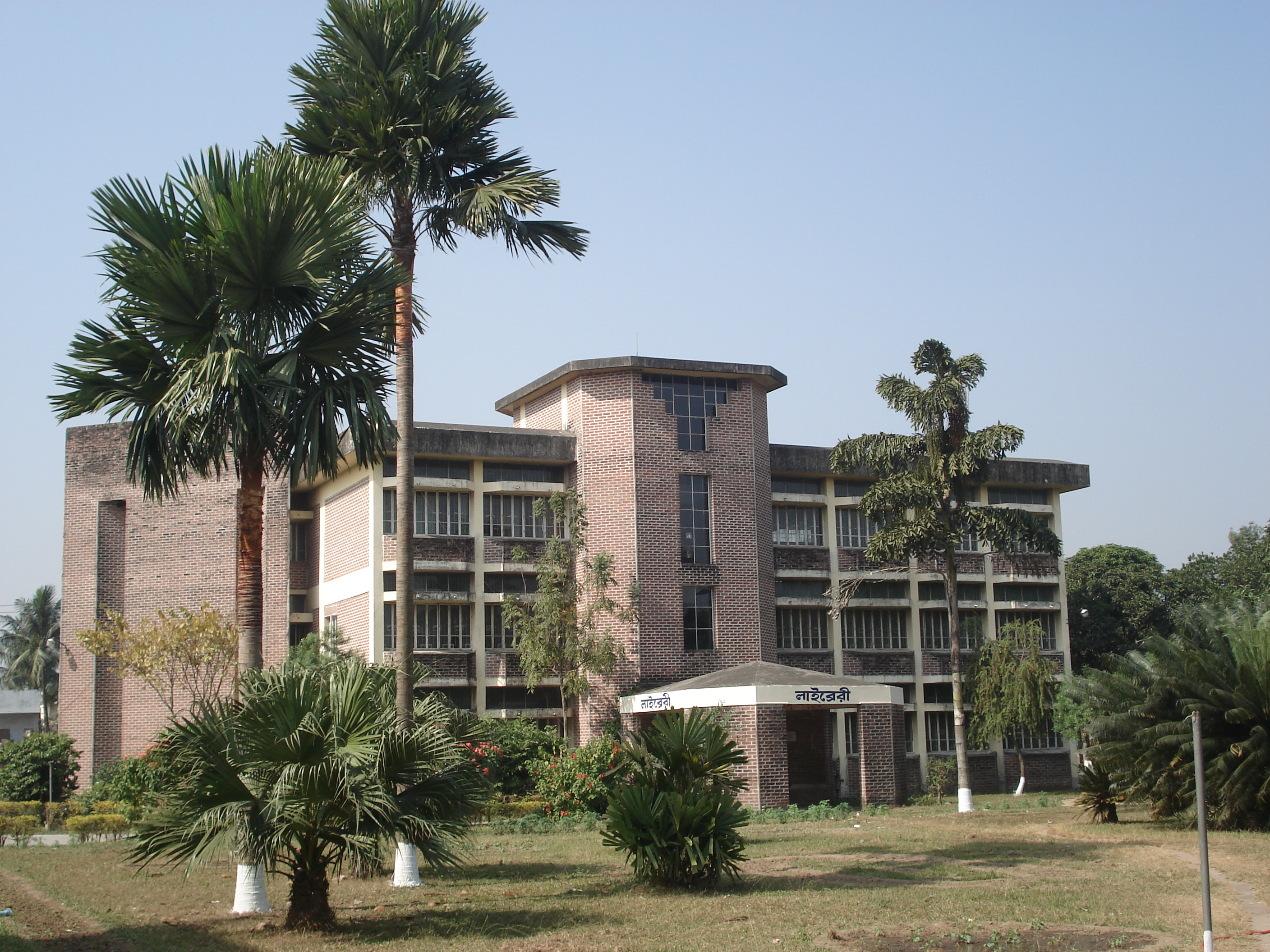
Universitetsbibliotek i Dinajpur.

Dinajpur är en stad i nordvästra Bangladesh och är belägen i provinsen Rangpur, inte långt från gränsen mot Indien. Folkmängden uppgick till 186 727 invånare vid folkräkningen 2011, med förorter 191 329 invånare. Dinajpur blev en egen kommun (paurashava) 1869, från att tidigare haft vissa stadsrättigheter. Stadens namn anses härröra från en kung, Donuj, som tidigare bott på platsen.